# Vincenzo Carafa
Vincenzo Carafa (5 de maig de 1585, Andria - † 6 de juny de 1649, Roma) fou un sacerdot jesuïta i escriptor italià, escollit setè General de la Companyia de Jesús.
Va néixer a Andria al si de la família dels comtes de Montorio i era parent del Papa Pau IV. Entrà a la Companyia de Jesús el 1604 i amb seixanta anys fou escollit General de la Companyia.
Fou professor de filosofia i director de la casa de la Companyia a Nàpols i n'era provincial en el moment de la seva elecció. Amb el nom d'Aloysius Sidereus fou autor de diverses obres ascètiques com Fascetto di Mirra, publicada el 1635 i traduïda a diverses llengües, Cammino del Cielo, Cittadino del Cielo, Il Peregrino della terra, Idea Christiani hominis i Il serafino. Com a superior general va dirigir una carta als jesuïtes: De mediis conservandi primaevum spiritum Societatis.